# Laredo (Teksas)

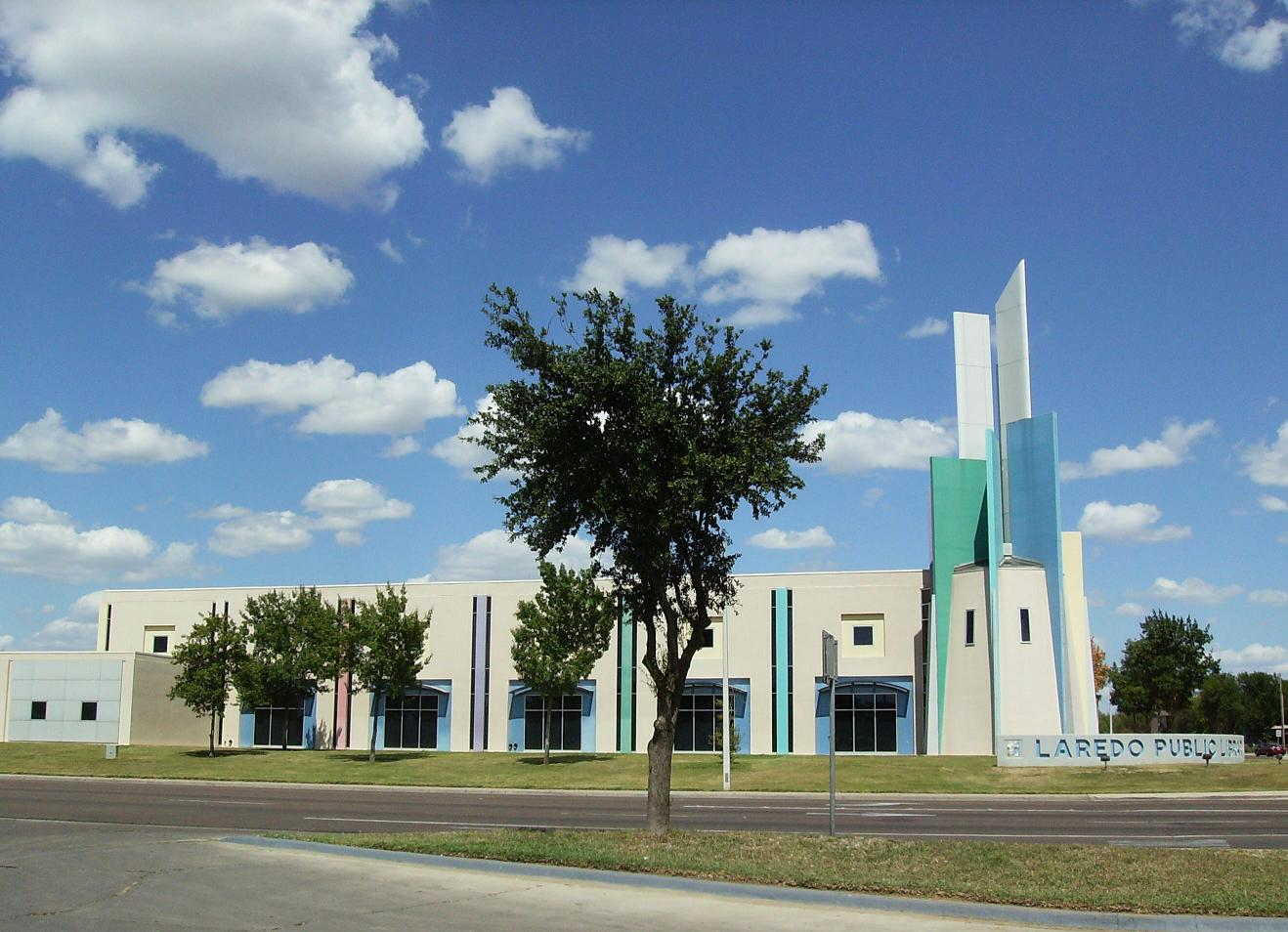
Biblioteka publiczna w Laredo

Laredo – miasto w Stanach Zjednoczonych, w południowo-zachodniej części stanu Teksas, nad rzeką Rio Grande, naprzeciw meksykańskiego miasta Nuevo Laredo. W 2020 roku liczy 255,2 tys. mieszkańców i jest dziesiątym co do wielkości miastem w Teksasie.

## Historia
Laredo zostało założone w 1755 roku, kiedy kapitan Tomás Sánchez otrzymał pozwolenie od gubernatora José de Escandón na utworzenie nowej osady. Podczas rewolucji w Teksasie Laredo służyło jako punkt koncentracyjny dla sił Antonio Lópeza de Santa Anna.
W 1970 r. został założony uniwersytet.

## Demografia
Ponieważ 95,6% mieszkańców Laredo jest pochodzenia latynoskiego (91,7% meksykańskiego), jest to jedno z najsłabiej zróżnicowanych etnicznie miast w Stanach Zjednoczonych.

## Gospodarka
Pomimo okresowej niestabilności gospodarczej, Laredo pod koniec XX wieku stało się jednym z najbardziej aktywnych ośrodków handlu z Meksykiem. W mieście rozwinął się przemysł środków transportu, chemiczny, metalowy, materiałów budowlanych, elektroniczny oraz spożywczy.

## Religia
Jest największą aglomeracją Teksasu z większością katolicką, a 59,9% mieszkańców deklaruje członkostwo w Kościele Katolickim. W 2020 roku do największych grup religijnych obszaru metropolitalnego Laredo należały:
- Kościół katolicki – 159 889 członków w 29 parafiach
- Kościoły zielonoświątkowe – ponad 8 tys. członków w 32 zborach
- ewangelikalizm bezdenominacyjny – 4740 członków w 19 zborach
- świadkowie Jehowy – 4136 członków w 19 zborach
- Kościół Jezusa Chrystusa Świętych w Dniach Ostatnich (mormoni) – 2470 członków w 5 świątyniach
- Południowa Konwencja Baptystów – 1825 członków w 28 zborach.

## Urodzeni w Laredo
- Tom DeLay (ur. 8 kwietnia 1947) – polityk[7]
- Federico Peña (ur. 15 marca 1947) – prawnik, polityk, 41. burmistrz Denver
- Edgar Valdez Villarreal (ur. 11 sierpnia 1973) – meksykańsko-amerykański baron narkotykowy

## Miasta partnerskie
| - Acámbaro, Meksyk - Chenzhou, Chińska Republika Ludowa - Ciénega de Flores, Meksyk - Cuernavaca, Meksyk - Guadalajara, Meksyk - Villa de Guadalupe, Meksyk - Jerez de García Salinas, Meksyk - Lampazos de Naranjo, Meksyk - Laredo, Hiszpania | - León, Meksyk - Marín, Meksyk - Mexticacán, Meksyk - Monclova, Meksyk - Montemorelos, Meksyk - Murray Bridge, Australia - Nuevo Laredo, Meksyk - San Antonio de Areco, Argentyna - San Miguel de Allende, Meksyk | - Tainan, Republika Chińska - Tepatitlán, Meksyk - Tijuana, Meksyk - Tlahualillo de Zaragoza, Meksyk - Tonalá, Meksyk - Torreón, Meksyk - Veracruz, Meksyk - Wuwei, Chińska Republika Ludowa - Zixing, Chińska Republika Ludowa |